# Timișoara Challenger 2012
Il Timișoara Challenger 2012, noto anche come BRD Timișoara Challenger, è stato un torneo professionistico di tennis giocato sulla terra rossa. È stata la 6ª edizione del torneo che fa parte dell'ATP Challenger Tour nell'ambito dell'ATP Challenger Tour 2012. Si è giocato Timișoara in Romania dal 9 al 15 luglio 2012.

## Partecipanti

### Teste di serie
| Nazionalità | Giocatore         | Ranking* | Testa di serie |
| ----------- | ----------------- | -------- | -------------- |
| Romania     | Victor Hănescu    | 153      | 1              |
| Portogallo  | Gastão Elias      | 161      | 2              |
| Francia     | Guillaume Rufin   | 168      | 3              |
| Rep. Ceca   | Dušan Lojda       | 192      | 4              |
| Francia     | Grégoire Burquier | 198      | 5              |
| Spagna      | Javier Martí      | 199      | 6              |
| Argentina   | Facundo Bagnis    | 222      | 7              |
| Slovacchia  | Kamil Čapkovič    | 224      | 8              |

- Ranking al 25 giugno 2012.

### Altri partecipanti
Giocatori che hanno ricevuto una wild card:
- Andrei Dăescu
- Dragoș Cristian Mîrtea
- Florin Mergea

Giocatori che hanno ricevuto una entry come alternate per il tabellone principale:
- Denis Zivkovic

Giocatori passati dalle qualificazioni:
- Alexandros Jakupovic
- James Marsalek
- Răzvan Sabău
- Goran Tošić

## Campioni

### Singolare
- Victor Hănescu ha battuto in finale  Guillaume Rufin, 6-0, 6-3

### Doppio
- Goran Tošić /  Denis Zivkovic hanno battuto in finale  Andrei Dăescu /  Florin Mergea, 6-2, 7-5